# War Story
Pour plus de détails, voir Fiche technique et Distribution.
War Story est un film américain réalisé par Mark Jackson, sorti en 2014.

## Synopsis
Une photographe de guerre s'installe en Sicile après une détention brutale en Libye, près de chez son ancien mentor et amant. Elle rencontre une jeune migrante tunisienne.

## Fiche technique
- Titre : War Story
- Réalisation : Mark Jackson
- Scénario : Kristin Gore et Mark Jackson
- Musique : Dave Eggar, Amy Lee et Chuck Palmer
- Photographie : Reed Morano
- Montage : Kate Abernathy
- Production : Kristin Gore, Catherine Keener, Matt Ratner et Shona Tuckman
- Société de production : Caney Fork Films, Kreate Films, Sicily Movie et Tilted Windmill Productions
- Société de distribution : IFC Films (États-Unis)
- Pays :  États-Unis
- Genre : Drame
- Durée : 90 minutes
- Dates de sortie : 
  -  États-Unis : 30 juillet 2014

## Distribution
- Catherine Keener : Lee
- Hafsia Herzi : Hafsia
- Ben Kingsley : Albert
- Vincenzo Amato : Filippo
- Donatella Finocchiaro : Daria

## Accueil
Le film a reçu un accueil mitigé de la critique. Il obtient un score moyen de 50 % sur Metacritic.